# MHV 800-klassen
MHV 800-klassen er en klasse af patruljeskibe brugt af Marinehjemmeværnet og er stationeret i hjemmeværnsflotiller rundt omkring i landet, så der er størst mulig dækning af de danske farvande. MHV 800-klassen bliver brugt til at dække Marinehjemmeværnets normale opgavekompleks.
Der er bygget 18 enheder af MHV 800-klassen.

## Ombygning
MHV818 Sabotøren blev i 2010 ombygget på fem måneder for en pris på 8,5 millioner kroner på værftet i Assens. Ombygningen har resulteret i en forlængelse af skroget på hele 3,5 meter således at der nu er plads til flydespærringer på agterdækket. Desuden er en del af udstyret blev et fornyet til nyeste version. I forbindelse med ombygningen blev skibet pennantnummer ændret til MHV851 for at indikere at det ikke længere var en MHV800-klasse, men heller ikke en MHV900-klasse.

## Skibe i klassen
| Pnt.   | Navn       | Kølen lagt | Søsat           | Indgået        | Navngivet af                      | Skæbne   | Kaldesignal |
| ------ | ---------- | ---------- | --------------- | -------------- | --------------------------------- | -------- | ----------- |
| MHV801 | Aldebaran  | -          | 15. januar 1992 | maj 1992       | H.K.H. Prins Henrik, Prinsgemalen | Operativ | OVMK        |
| MHV802 | Carina     | -          | 1992            | september 1992 | -                                 | Operativ | OVML        |
| MHV803 | Aries      | -          | 1993            | marts 1993     | -                                 | Operativ | OVMM        |
| MHV804 | Andromeda  | -          | 1993            | september 1993 | -                                 | Operativ | OVMN        |
| MHV805 | Gemini     | -          | 1992            | februar 1994   | -                                 | Operativ | OVMO        |
| MHV806 | Dubhe      | -          | 1994            | juni 1994      | -                                 | Operativ | OVMP        |
| MHV807 | Jupiter    | -          | -               | november 1994  | -                                 | Operativ | OVMQ        |
| MHV808 | Lyra       | -          | -               | maj 1995       | -                                 | Operativ | OVMR        |
| MHV809 | Antares    | -          | -               | november 1995  | -                                 | Operativ | OVMS        |
| MHV810 | Luna       | -          | -               | maj 1996       | -                                 | Operativ | OVMT        |
| MHV811 | Apollo     | -          | -               | november 1996  | -                                 | Operativ | OVMU        |
| MHV812 | Hercules   | -          | -               | maj 1997       | -                                 | Operativ | OVMV        |
| MHV813 | Baunen     | -          | -               | december 1997  | -                                 | Operativ | OVMW        |
| MHV814 | Budstikken | -          | -               | september 1998 | -                                 | Operativ | OVMX        |
| MHV815 | Kureren    | -          | -               | maj 1999       | -                                 | Operativ | OVMY        |
| MHV816 | Patrioten  | -          | -               | februar 2000   | -                                 | Operativ | OVMZ        |
| MHV817 | Partisan   | -          | -               | november 2000  | -                                 | Operativ | OVNS        |
| MHV851 | Sabotøren  | -          | -               | oktober 2000   | -                                 | Operativ | OVNT        |